# Crepis foetida
Espèce
Crepis foetida, la Crépide fétide, est une espèce de plantes à fleurs de la famille des Astéracées.

## Description
C'est une plante herbacée.
Sa floraison a lieu de mai à août.

## Synonymes
- Anisoderis foetida (L.) Fisch. & C.A.Mey.
- Arnoseris foetida (L.) Dumort.
- Barkhausia foetida (L.) F.W.Schmidt
- Berinia foetida (L.) Sch.Bip.
- Hieracioides foetidum (L.) Kuntze
- Hostia foetida (L.) Moench
- Picris foetida (L.) Lam.
- Rhynchopappus foetidus (L.) Dulac
- Wibelia foetida (L.) Sch.Bip.

## Liste des sous-espèces et variétés
Selon Catalogue of Life (7 octobre 2016) :
- sous-espèce Crepis foetida subsp. foetida
- sous-espèce Crepis foetida subsp. glandulosa
- sous-espèce Crepis foetida subsp. rhoeadifolia
- sous-espèce Crepis foetida subsp. sitiaca
- variété Crepis foetida var. foetida

Selon The Plant List (7 octobre 2016) :
- sous-espèce Crepis foetida subsp. glandulosa (C.Presl) Arcang.
- sous-espèce Crepis foetida subsp. rhoeadifolia (M.Bieb.) Čelak.

Selon Tropicos (7 octobre 2016) (Attention liste brute contenant possiblement des synonymes) :
- sous-espèce Crepis foetida subsp. commutata (Spreng.) Babc.
- sous-espèce Crepis foetida subsp. foetida
- sous-espèce Crepis foetida subsp. rhoeadifolia Čelak.
- sous-espèce Crepis foetida subsp. vulgaris Babc.
- variété Crepis foetida var. arenicola Lipsky
- variété Crepis foetida var. glandulosa Fiori

## Statut de protection
En France, l'espèce est sur liste rouge des plantes d'Île-de-France et sur celle du Nord-Pas-de-Calais.
En Suisse, l'espèce est sur le liste rouge.